# Station Berkswell
Berkswell is een spoorwegstation van National Rail in Balsall Common, Solihull in Engeland. Het station is eigendom van Network Rail en wordt beheerd door West Midland Trains.